# Oscar Weichel
Pour les articles homonymes, voir Weichel.
Oscar William "Mike" Weichel  (26 janvier 1894-1er mars 1968) est un journaliste et homme politique fédéral canadien de l'Ontario.

## Biographie
Né à Elmira (en), il fait ses études à Elmire, Kitchener et au Toronto Business College. Durant ses études, il s'avère être un sportif talentueux au hockey et au baseball. Engagé dans l'Armées canadienne pendant la Première Guerre mondiale, il perd l'une de ses jambes en même temps que la possibilité d'évoluer dans ces deux sports. Néanmoins, il s'implique dans les associations pour hockey mineur.
Après avoir travaillé comme journaliste au Waterloo Region Record (en), il devient secrétaire de la Toronto Harbour Commission (en) de 1920 à 1922 et comme maître des postes d'Elmira de 1922 à 1923.

## Politique
Élu député progressiste-conservateur en 1958 dans Waterloo-Nord, il est réélu en 1962 et en 1963. Il ne se représente en 1965.